# Agrodiaetus nephohiptamenos
Agrodiaetus nephohiptamenos är en fjärilsart som beskrevs av Brown och John G. Coutsis 1978. Agrodiaetus nephohiptamenos ingår i släktet Agrodiaetus och familjen juvelvingar. Inga underarter finns listade i Catalogue of Life.